# Koreasat 7
Nota: Não confundir com a capacidade do satélite ABS-6 utilizada pela KT Telecom que também é referida como Koreasat 7.
O Koreasat 7, também conhecido por Mugungwha 7, é um satélite de comunicação geoestacionário sul-coreano que foi construído pela Thales Alenia Space. Ele está localizado na posição orbital de 116 graus de longitude leste e é operado pela KT Sat. O satélite foi baseado na plataforma Spacebus-4000B2 e sua vida útil estimada é de 15 anos. Não confundir esse satélite com a capacidade do ABS-1 comercializada pela KT Telecom que também é referido como Koreasat 7.

## História
A Thales Alenia Space anunciado em maio de 2014, que assinou um contrato com a operadora de serviços de satélite coreana KT Sat, subsidiária da KT Corporation, a construção de dois satélites de telecomunicações, o Koreasat 7 e o Koreasat 5A. Os dois satélites vão fornecer acesso à internet, multimídia, radiodifusão e serviços de comunicações fixas.

## Lançamento
O satélite foi lançado com sucesso ao espaço no dia 4 de maio de 2017, às 21h52 UTC, por meio de um veículo Ariane 5 ECA a partir do Centro Espacial de Kourou, Guiana Francesa, juntamente com o satélite brasileiro SGDC-1. Ele tinha uma massa de lançamento de 3.500 kg.

## Capacidade e cobertura
O Koreasat 7 está equipado com vários transponders nas bandas Ku e Ka para fornecer acesso à internet, multimídia, radiodifusão e serviços de comunicações fixas para à Coreia, Filipinas, Indonésia e Índia.